# Білицьке
Бі́лицьке — місто Добропільської міської громади Покровського району Донецької області, Україна. Розташоване поблизу залізничної станції Мерцалове, у долині річки Водяної (притока річки Бик, басейн Дніпра). Відстань до райцентру становить близько 12 км і проходить автошляхом Т 0515.

## Історія

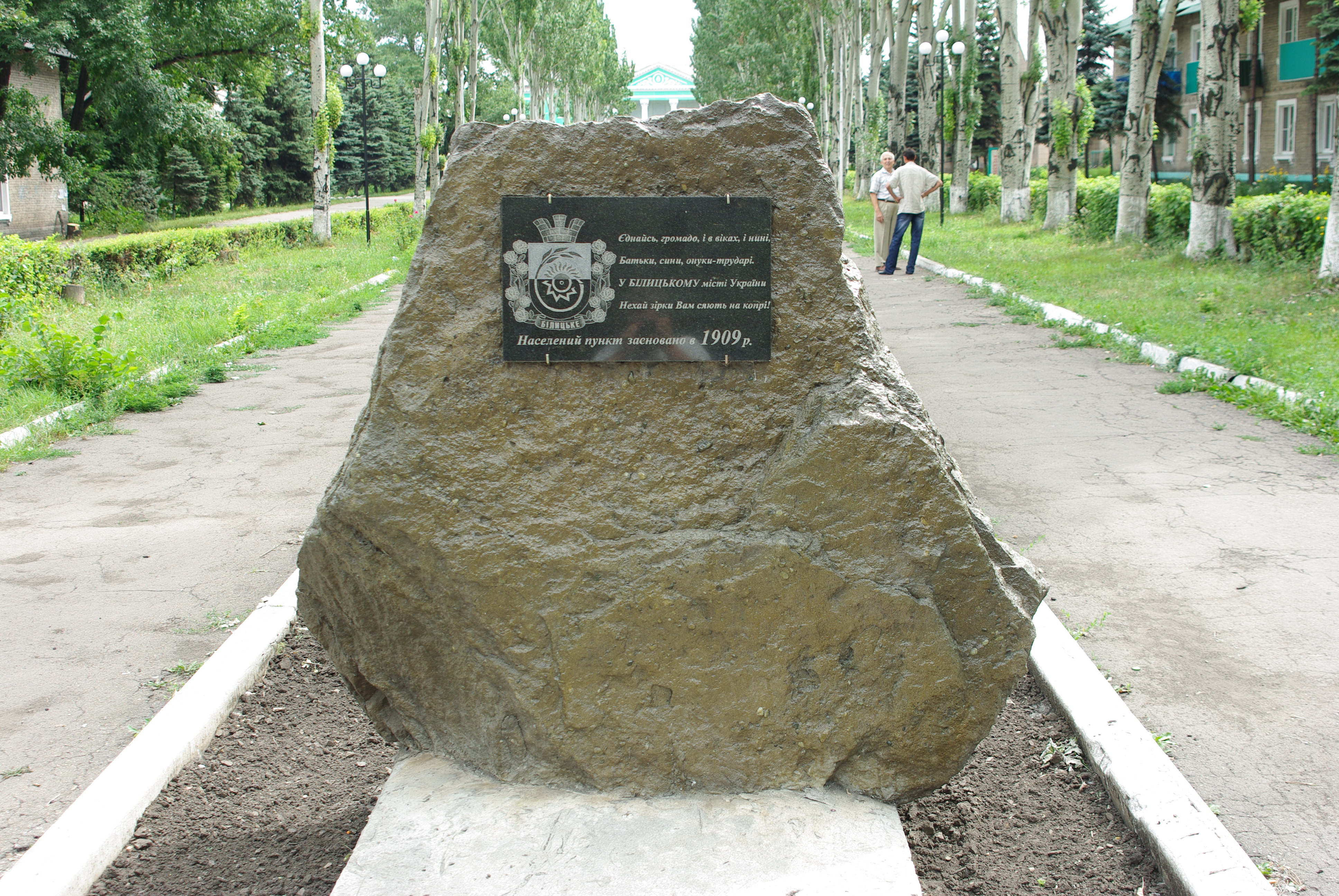
Кам'яна плита з датою заснування міста

Земля, де розташоване м. Білицьке, належала до Кальміуської паланки Війська Запорозького.
На межі ХІХ-ХХ ст. тут розташовувався маєток поміщика Класіна. Після того, як він збіднів, землю купили заможні селяни Дегтярьов, Ліщина, Заварза, Рубель, Бутенко, які 1909 року заснували хутір. Потім сюди приїхали нові родини з Росії, вихідці з одного села Бельчани, які стали називати себе за попереднім місцем проживання. Так, в 1909 році вперше згадується хутір Білицьке. Складався він всього з 15 саманних хат. Після встановлення радянської влади в селі Никанорівка утворилась сільська рада, до якої увійшов хутір Білицьке.
У 1932—1933 роках на хуторі з'явилися перші геологи з Юзівки, які відкрили великі поклади кам'яного вугілля. Восени 1941 року на хуторі була встановлена нацистська влада. Вперше німці прийшли в хутір в середині листопада. На території сьогоднішнього міста стояло всього 8-9 будинків (зараз по вулиці Шевченка). Німці організували сільськогосподарські роботи (господарство нинішнього радгоспу «Гірник»). З Німеччини надійшла техніка: трактори, сівалки, косарки.
У лютому 1943 року, при першій спробі захопити м. Покровськ (тоді мало назву Красноармійське), у районі хутора загинули танкісти і піхотинці, зі складу відступаючих з м. Красноармійська залишків частин 10 ТК (танкового корпусу), а також мирні жителі, які були поховані в братській могилі.
1951 року був затверджений проект будівництва шахти з робочим селищем на 15000 осіб. 1953 року почалося будівництво селища.
Статус селища міського типу Білицьке отримало 1956 року. Першим головою селищної ради був Тарас Макарович Завгородній, учасник другої світової війни.
1966 року Білицьке отримало статус міста районного підпорядкування.
Під час російсько-української (з 2014) війни Білицьке, як і інші міста Донбасу, всієї України постраждало від обстрілів і бомбувань російськими військами

## Населення

### Чисельність
| 1959    | 1970     | 1979     | 1989     | 2001     |
| ------- | -------- | -------- | -------- | -------- |
| 7 966   | ▲ 13 563 | ▼ 11 595 | ▬ 11 591 | ▼ 10 093 |
| 2003    | 2004     | 2005     | 2006     | 2007     |
| ▼ 9 989 | ▼ 9 801  | ▼ 9 620  | ▼ 9 399  | ▼ 9 229  |
| 2008    | 2009     | 2010     | 2011     | 2012     |
| ▼ 9 171 | ▼ 9 040  | ▼ 8 934  | ▼ 8 783  | ▼ 8 671  |
| 2013    | 2014     | 2015     | 2016     | 2017     |
| ▲ 8 691 | ▼ 8 627  | ▼ 8 577  | ▼ 8 466  | ▼ 8 347  |
| 2018    | 2019     | 2020     | 2021     | 2022     |
| ▼ 8 207 | ▼ 8 125  | ▼ 8 047  | ▼ 7 913  | ▼ 7 764  |

### Національний склад
Розподіл населення за національністю за даними перепису 2001 року:
| Національність  | Відсоток |
| --------------- | -------- |
| українці        | 70.60 %  |
| росіяни         | 26.19 %  |
| білоруси        | 1.50 %   |
| татари          | 0.39 %   |
| греки           | 0.19 %   |
| молдовани       | 0.17 %   |
| азербайджанці   | 0.12 %   |
| грузини         | 0.10 %   |
| інші/не вказали | 0.74 %   |

### Мова
Розподіл населення за рідною мовою за даними перепису 2001 року:
| Мова            | Кількість | Відсоток |
| --------------- | --------- | -------- |
| російська       | 5654      | 55.68 %  |
| українська      | 4439      | 43.72 %  |
| білоруська      | 34        | 0.33 %   |
| вірменська      | 2         | 0.02 %   |
| болгарська      | 1         | 0.01 %   |
| польська        | 1         | 0.01 %   |
| циганська       | 1         | 0.01 %   |
| грецька         | 1         | 0.01 %   |
| німецька        | 1         | 0.01 %   |
| інші/не вказали | 20        | 0.20 %   |
| Усього          | 10154     | 100 %    |

За даними перепису 2001 року населення міста становило 10154 осіб, із них 43,72 % зазначили рідною мову українську, 55,68 % — російську, 0,33 % — білоруську, 0,02 % — вірменську, 0,01 % — болгарську, циганську, польську, німецьку та єврейську мови
Динаміка зміни населення міста за роками:

## Економіка
Видобуток кам'яного вугілля (ГОАО Шахта «Білицька», «Водяна» ДП «Добропольеуголь» — остання закрита). ЦЗФ «Октябрська». Завод «Точмаш». Хлібокомбінат закрили і замість нього відкрили завод побутової хімії ОЛЛ ГРИН.
Більше 40 % зайнятих в народному господарстві працюють у вугільній промисловості.

## Освіта
- Білицький професійний ліцей

## Визначні місця
- Білицький професійний ліцей
- ЗОШ № 8, 9, 10
- Білицька міська лікарня (вул. Паркова)

## Соціальна сфера
3 загальноосвітні школи, музична школа, лікарня, стадіон, будинок культури, професійно-технічне училище.

## Відомі люди
- Заєць Богдан — член НРУ з 1989 року — Борець за незалежність України у ХХ сторіччі (http://zakon3.rada.gov.ua/laws/show/314-19 [Архівовано 21 лютого 2020 у Wayback Machine.]), громадський діяч  — активний учасник національно-визвольної боротьби за незалежність і демократичний устрій України.
- Іванців Іван Юрійович — член НРУ з 1989 року, член УПА — Борець за незалежність України у ХХ сторіччі (http://zakon3.rada.gov.ua/laws/show/314-19 [Архівовано 21 лютого 2020 у Wayback Machine.]), громадський діяч,— активний учасник національно-визвольної боротьби за незалежність і демократичний устрій України.
- Іванюк Василь сотник УПА, Борець за незалежність України у ХХ сторіччі (http://zakon3.rada.gov.ua/laws/show/314-19 [Архівовано 21 лютого 2020 у Wayback Machine.])
- Кузьмін Сергій — член НРУ з 1989 року — Борець за незалежність України у ХХ сторіччі (http://zakon3.rada.gov.ua/laws/show/314-19 [Архівовано 21 лютого 2020 у Wayback Machine.]), громадський діяч  — активний учасник національно-визвольної боротьби за незалежність і демократичний устрій України.
- Лапшина Тамара — — член НРУ з 1989 року — Борець за незалежність України у ХХ сторіччі (http://zakon3.rada.gov.ua/laws/show/314-19 [Архівовано 21 лютого 2020 у Wayback Machine.]), громадський діяч  — активний учасник національно-визвольної боротьби за незалежність і демократичний устрій України.

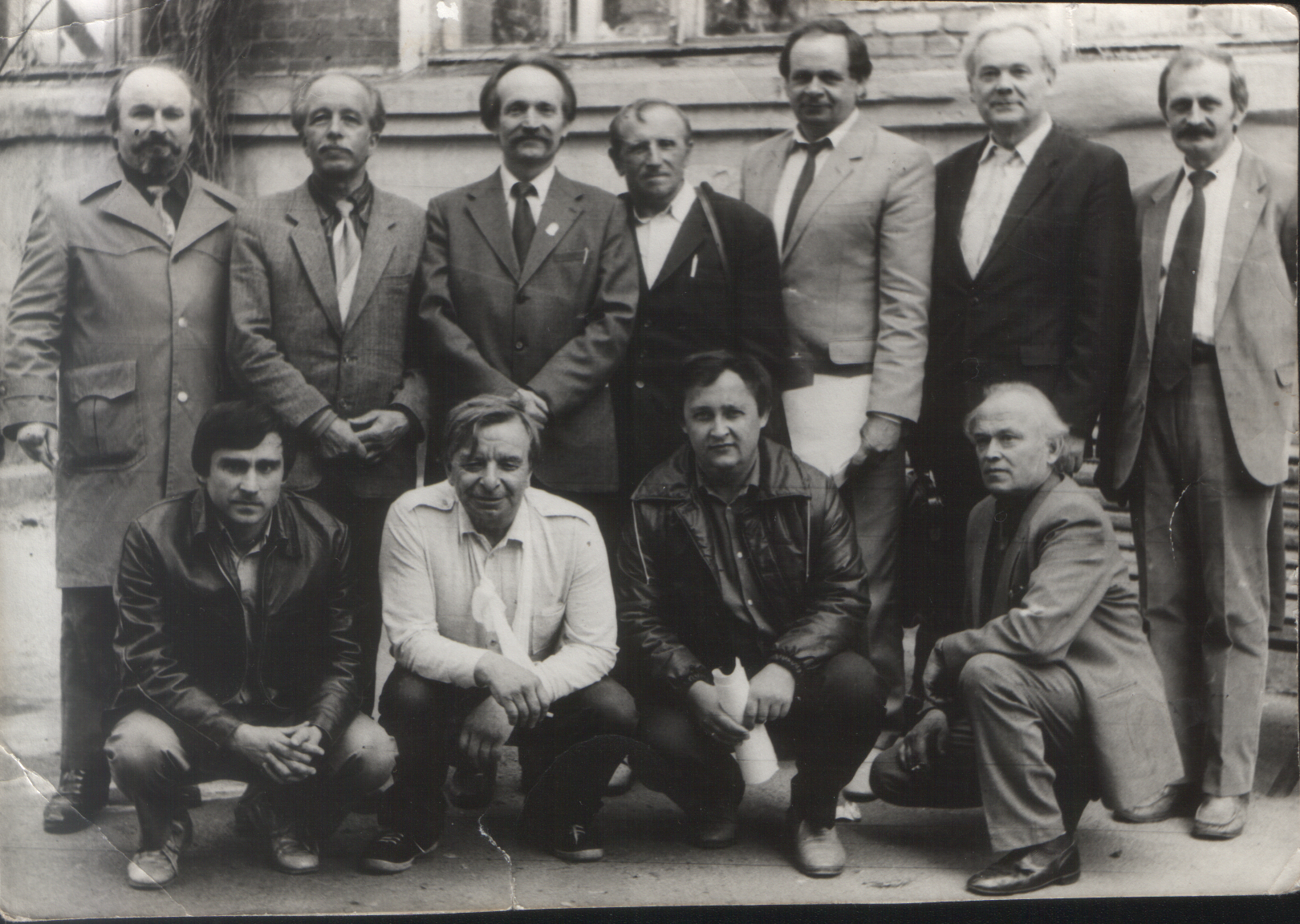
Гельсінська спілка на Донеччині: Луців Степан Ілліч перший зліва у верхньому ряду, другий — Ярослав Гомза, третій В'ячеслав Чорновіл

- Луців Степан Ілліч -член НРУ з 1989 року, член УГС — Борець за незалежність України у ХХ сторіччі (http://zakon3.rada.gov.ua/laws/show/314-19 [Архівовано 21 лютого 2020 у Wayback Machine.]), громадський діяч,журналіст— активний учасник національно-визвольної боротьби за незалежність і демократичний устрій України.
- Чабан Федір Гнатович — Герой Соціалістичної праці
- Федористов Олександр Михалович — Герой Соціалістичної праці
- Шутов Яким Якимович (нар. 18.03.1928- пом. 26.04.2000).- член НРУ з 1989 року, член УПА — Борець за незалежність України у ХХ сторіччі (http://zakon3.rada.gov.ua/laws/show/314-19 [Архівовано 21 лютого 2020 у Wayback Machine.]), громадський діяч,— активний учасник національно-визвольної боротьби за незалежність і демократичний устрій України.

Народився в м. Немирові Вінницької області, служив на Далекому Сході, працював в Одеському порту вантажником, будував порт в Чорноморську (Іллічівську), відбудовував Запорізьку ГЕС, був направлений на відбудову шахт Донбасу, до виходу на пенсію, працював гірничим робітником очисного забою, майстром на шахтах Водяна ІІ, Водяна І, Білицька.
- Шутов Ілля Якимович (15 жовтня 1957, народився в м. Білицьке, Донецької області) член НРУ з 1989 року — активний учасник національно-визвольної боротьби за незалежність і демократичний устрій України. Активний учасник чотирьох революцій в Україні.Борець за незалежність України у ХХ сторіччі (http://zakon3.rada.gov.ua/laws/show/314-19 [Архівовано 21 лютого 2020 у Wayback Machine.]), Постраждалий учасник Революції Гідності,— учасник бойових дій, громадський діяч, юрист, журналіст — 1975 року закінчив середню школу № 9. В 1978-9 працював вчителем військової підготовки сш № 9, в 1979-81 гірничим майстром шахти ім. ХХІ з'їзду КПРС/шахта Білицька/.

## Жертви сталінських репресій
Всього у 1921—1953 роках (роки правління І. В. Сталіна) у СРСР, за підрахунками державного російського історика РАН В. Земськова, було засуджено 3,77 млн осіб, з них до вищої міри покарання — 643 тисячі осіб, на заслання — 765 тисяч осіб (дані з довідки на ім'я Н. С. Хрущова). В книзі з промовистою назвою «Велика брехня XX століття» Земськовим вказується, що найбільша кількість засуджених (загалом, не лише за «політичними» статтями) знаходилась у ГУЛАГу у 1950 році — 2,56 млн осіб.[2] При цьому, деякими дослідниками констатовані факти навмисного применшення істориками РАН значущості питань, що ними вивчалися, [3] і це ставить під розумний сумнів результати досліджень працівників Російської академії наук.
Так за підрахунками незалежних від влади російських та західних істориків, кількість жертв сталінського демоциду зазначається, як в десятки разів більша від наведеної В. Земськовим. Наприклад, багаторічний радянський політв'язень O. Солженіцин на підставі власних спостерігань і досліджень, у книзі Архіпелаг ГУЛАГ[4] вказує більш реалістичну кількість жертв сталінського режиму в розмірі 66 мільйонів людей, а оцінки західних істориків називає між 45 млн та 80 млн жертв репресій. В числі тих, хто постраждав від сталінських репресій був * Ліщина Володимир Гнатович, 1921 року народження, х. Білецький Добропільського району Донецької області, українець, освіта початкова, безпартійний. Червоноармієць роти ПТР 718-го стрілецького полку 139-ї стрілецької дивізії. Заарештований 11 серпня 1942 року. Особливою нарадою при НКВС СРСР засуджений на 8 років ВТТ. Реабілітований у 1995 році.

## Пам'ятники

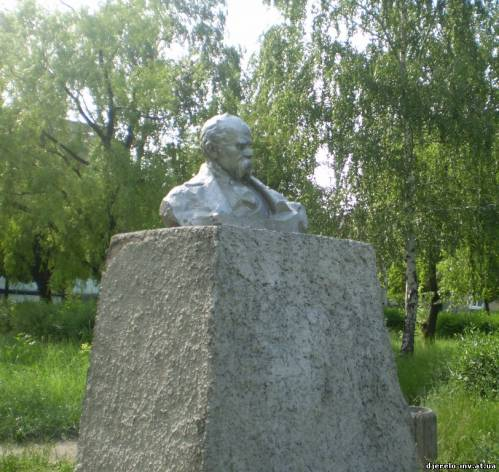
Бюст Тарасу Григоровичу Шевченку.

- Бюст Тарасу Григоровичу Шевченку знаходиться на задвірках Будинку Культури ім. Т. Г. Шевченка у занедбаному стані, серед бур'янів закинутого парку, куди був перенесений в середині 1970-х років з місця перед площею, яка носить його ім'я. Замість Бюсту Тарасу Григоровичу Шевченку, на його місце, комуністами був встановлений бюст їхньому вождю — В.Ульянову (тюремне псевдо — Лєнін), у свою чергу перенесений з в'їзду в місто. Місце для нього виявилось не вдалим, бо його тужливий погляд був спрямований на вино-горілчаний відділ гастроному, що викликало багато жартів, особливо в час « боротьби з алкоголем» під час «перебудови» М.Горбачьова. Внаслідок декомунізації — демонтований 2015 року, але  Бюст Тарасу Григоровичу Шевченку на місце не повернутий, так і знаходиться на задвірках.
- Братська могила воїнів і мирних мешканців Білицького, пам'ятний знак воїнам-землякам, які загинули під час Другої світової війни.
- Могила воїна-інтернаціоналіста, що воював і загинув внаслідок агресивної, загарбницької політики СРСР (Росії) в Афганістані, рядового Швецова Володимира Павловича — знаходиться на міському цвинтарі м. Білицьке.

## Релігія
- Храм УПЦ МП[22]
- Храм — каплиця св. Варвари